# الخيزران بنت عطاء
الخيزران بنت عطاء وهي زوجة الخليفة العباسي المهدي، ووالدة الخليفة هارون الرشيد والخليفة موسى الهادي، والخيزران هي جارية استقدمت من اليمن، اشتراها الخليفة المهدي وأعتقها وتزوجها، واصطحبها معهُ إلى بلاد العجم، وكان طبيبها الحكيم عبد الله الطيفوري، ولم تلد لامرأة خليفتين غيرها، سوى ولادة أم الوليد وسليمان ابني عبد الملك بن مروان.

## ثقافتها
ولقد تعلمت في بيت الخلافة علوم القرآن والحديث، وروت الخيزران عن زوجها المهدي حديثاً مسنداً عن النبي محمد، حيث قالت: حدثني أمير المؤمنين المهدي عن أبيه عن جده عن عبد الله بن عباس قال: قال رسول الله: (من أتقى الله وقاه من كل شيء).

## ذهابها للحج
في شهر رمضان سنة 161 هـ، ذهبت الخيزران إلى مكة، واشترت الدار المعروفة باسمها وأضافتها إلى المسجد الحرام، وأقامت في مكة إلى موسم الحج وحجت، وقد استوحش الخليفة المهدي لفراقها فكتب إليها مع الحجاج يتشوق:
فأجابته الخيزران بأبيات وقالت:
كانت الخيزران ذات شخصية قوية، ولها رأي وتدبير في أمور الرعية، وكانت ترعى العلماء وتشجعهم وتصلهم بالعطايا والهبات.

## وفاتها
توفيت الخيزران ليلة الجمعة لثلاث بقين من جمادي الآخرة عام 173هـ/ 789م، وخرج الخليفة هارون الرشيد خلف جنازتها وعليه جبة وطيلسان، قد شد به في وسطه، وهو آخذ بقائمة السرير، حافياً يمشي في الطين، وصلى عليها ونزل في قبرها، ودفنت في الأعظمية في بغداد في المقبرة التي سميت باسمها مقبرة الخيزران، وتوفى يوم وفاتها إمام اللغة الخليل بن أحمد الفراهيدي بالبصرة.